# Peter Jordan (Schauspieler)

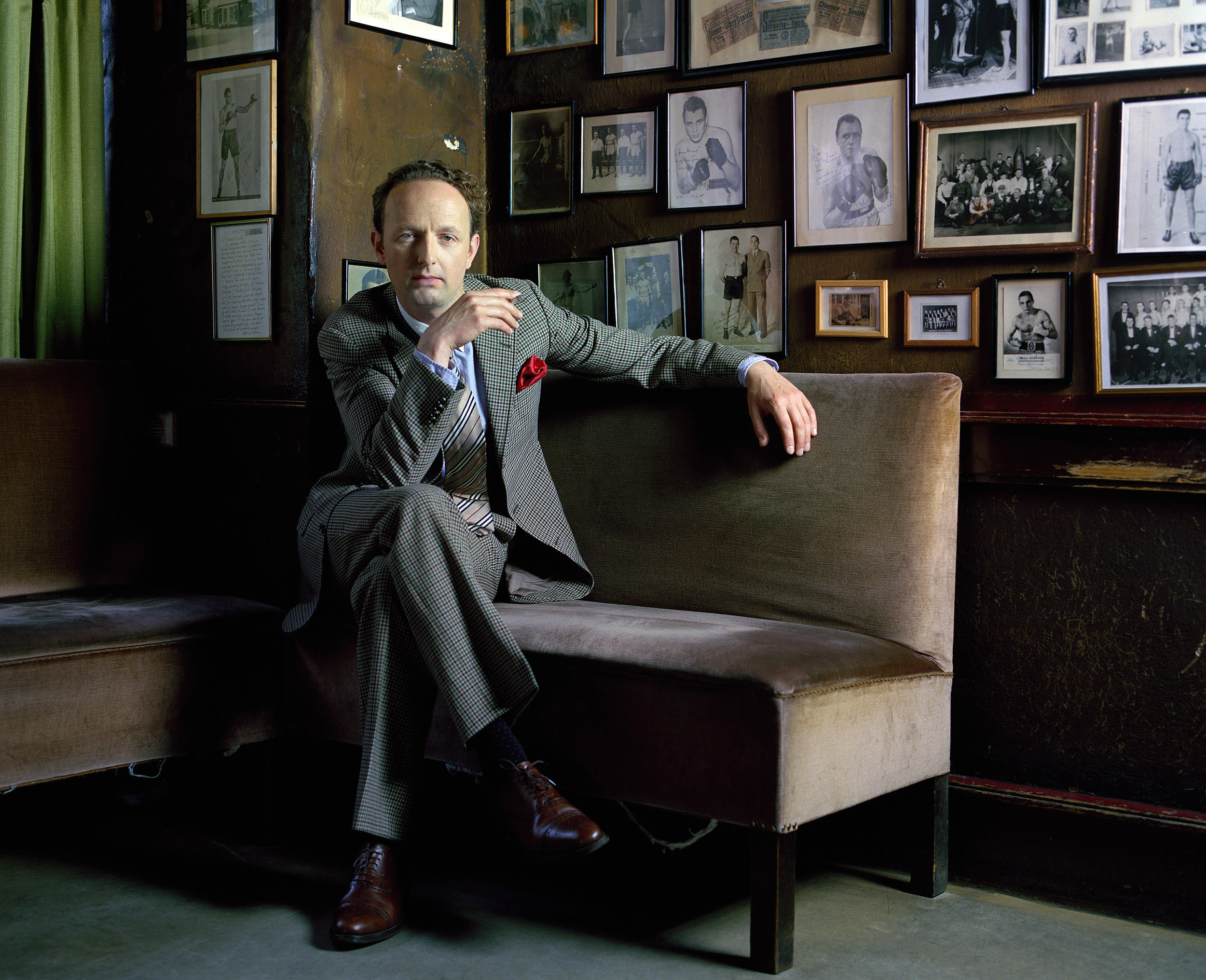
Peter Jordan porträtiert von Oliver Mark, Berlin 2009

Peter Jordan (* 26. April 1967 in Dortmund) ist ein deutscher Schauspieler, Hörspiel- sowie Hörbuchsprecher und Theaterregisseur.

## Leben

### Herkunft und Ausbildung
Peter Jordan, Sohn eines Krankenpflegers und einer Hausfrau, wuchs gemeinsam mit seiner Schwester in Dortmund auf. Bereits während der Schulzeit sammelte er erste schauspielerische Erfahrungen in der Theater-AG. In seiner Jugend war er zudem Marathonläufer. Nach seinem Abitur 1986, das er als Zweitbester seines Jahrgangs ablegte, leistete er zunächst in der Altenpflege Zivildienst bei der Caritas. Im Anschluss daran begann er in Essen ein Medizinstudium (Berufsziel Unfallchirurg), das er vorzeitig aufgab, um 1991 eine Schauspielausbildung an der Staatlichen Hochschule für Musik und Theater Hamburg zu absolvieren, die Jordan aber nach zweieinhalb Jahren ohne Abschluss ebenfalls abbrach.

### Theater
Jordan erhielt in der Spielzeit 1994/1995 sein erstes festes Bühnenengagement am Volkstheater Rostock. Ein Jahr später wechselte er unter dem damaligen Intendanten Leander Haußmann an das Schauspielhaus Bochum, wo er fünf Jahre zum Ensemble gehörte. Dort arbeitete er mit den bekannten Regisseuren Jürgen Kruse und Dimiter Gotscheff zusammen.
Zur Jahrtausendwende ging Jordan an das Thalia Theater nach Hamburg, wo er in mehr als 30 Produktionen wirkte. Besonders oft trat er in der Theatereigenproduktion Thalia Vista Social Club, einer Rentner-Revue, auf, die im Oktober 2016 ihre 275. Vorstellung feierte. Bei der Verleihung des Deutschen Theaterpreises „Der Faust“ in den Jahren 2007 und 2013 übernahm er die Moderation des Abends.
2010 gab Jordan bei den Salzburger Festspielen den Teufel in Hugo von Hofmannsthals Jedermann. In der Spielzeit 2010/11 führte er am Theater Dortmund erstmals Regie und inszenierte Macbeth von William Shakespeare. Seitdem inszeniert er immer wieder Stücke zusammen mit Leonhard Koppelmann, etwa Arsen und Spitzenhäubchen, Der nackte Wahnsinn (beides am Theater Dortmund), Pension Schöller (Staatstheater Mainz) und In 80 Tagen um die Welt (Schauspielhaus Düsseldorf).

### Film und Fernsehen
Seit 2002 wirkt Peter Jordan regelmäßig in Film- und Fernsehproduktionen, nachdem er bereits in den 1990er-Jahren kleinere Gastrollen in Fernsehserien übernahm. Anfangs spielte er in Nebenrollen wie in Fatih Akins Solino, Paul Harathers Adam & Eva und in Hajo Gies’ Fernsehkomödie Weihnachten im September.
Neben zahlreichen Rollen in Film- und Fernsehproduktionen hat Jordan feste Engagements in verschiedenen Fernsehserien und -reihen. Nachdem er bereits mehrfach in einzelnen Tatort-Folgen gespielt hatte, übernahm er von 2008 bis 2012 im Hamburger Tatort die Rolle des Kommissars Uwe Kohnau, des Vorgesetzten (VE-Führer) des verdeckten Ermittlers Cenk Batu, gespielt von Mehmet Kurtuluş. Seit 2016 gehört er an der Seite von Anna Maria Mühe in der ZDF-Krimireihe Solo für Weiss als Jan Geissler, Kriminalrat und späterer LKA-Leiter des Lübecker Morddezernat, zur Stammbesetzung. Seine Partnerin Eggert spielte 2018 in der Folge Für immer Schweigen der Krimireihe seine Serienehefrau.

### Privates
Peter Jordan ist mit seiner Schauspielkollegin Maren Eggert liiert, die er Ende der 1990er Jahre während seiner Zeit am Schauspielhaus Bochum kennenlernte.  Nach neun Jahren in Hamburg zog er mit Eggert nach Berlin, wo diese vom Deutschen Theater verpflichtet wurde.

## Filmografie

### Kino
- 2002: Solino
- 2003: Adam & Eva
- 2003: Himmelfahrt (Kurzfilm)
- 2004: Der Ausreißer (Kurzfilm)
- 2005: Willkommen im Club
- 2006: Herzschlag
- 2007: GG 19 – Deutschland in 19 Artikeln
- 2007: Underdogs
- 2008: Chiko
- 2008: Robert Zimmermann wundert sich über die Liebe
- 2008: Die Schimmelreiter
- 2009: Dorfpunks
- 2009: Soul Kitchen
- 2009: The International
- 2012: Die Kirche bleibt im Dorf
- 2013: Buddy
- 2014: Amour Fou
- 2015: Simon sagt auf Wiedersehen zu seiner Vorhaut
- 2017: Sommerfest
- 2017: LOMO – The Language of Many Others
- 2018: Wackersdorf
- 2019: Und wer nimmt den Hund?
- 2021: Trübe Wolken
- 2021: Mein Sohn
- 2021: Es ist nur eine Phase, Hase
- 2022: Mittagsstunde

### Fernsehen

#### Fernsehfilme
- 2001: Das verflixte 17. Jahr
- 2003: Weihnachten im September
- 2004: Das Konto
- 2004: Zwei Wochen für uns
- 2006: Der Mann im Strom
- 2006: Die Frau am Ende der Straße
- 2008: Küss mich, wenn es Liebe ist
- 2008: Maria Stuart
- 2008: Was wenn der Tod uns scheidet?
- 2009: Ein Schnitzel für drei
- 2009: Der gestiefelte Kater
- 2010: Amigo – Bei Ankunft Tod
- 2010: Fasten à la Carte
- 2011: Das Ende einer Maus ist der Anfang einer Katze
- 2014: Seitensprung
- 2014: Till Eulenspiegel (Zweiteiler)
- 2015: Der Verlust
- 2015: Simon sagt auf Wiedersehen zu seiner Vorhaut
- 2016: Apropos Glück
- 2017: Honigfrauen (Dreiteiler)
- 2017: Familie ist kein Wunschkonzert
- 2017: Ein schrecklich reiches Paar
- 2017: So auf Erden
- 2018: Endlich Witwer
- 2022: Die Wannseekonferenz

#### Fernsehserien und -reihen
- 1995: Freunde fürs Leben (Folge Kindesraub)
- 1995: Zwei Männer am Herd (Folge Latin Lover)
- 2001: Donna Leon – Nobiltà
- 2003–2006: Doppelter Einsatz (verschiedene Rollen, zwei Folgen)
- 2004: Girl friends – Freundschaft mit Herz (Folge Von Leben und Tod)
- 2004: Das Duo: Falsche Träume
- 2005: Bella Block: … denn sie wissen nicht, was sie tun
- 2005: Die Rettungsflieger (Folge Alte Kameraden)
- 2005: Der Dicke (Folge Kunstfehler)
- 2005: Tatort: Dunkle Wege
- 2007: Doktor Martin (Folge Sturm im Wasserglas)
- 2007: Commissario Laurenti – Tod auf der Warteliste
- 2007: Neues aus Büttenwarder (Folge Schmerzensgeld)
- 2007–2008: Notruf Hafenkante (verschiedene Rollen, zwei Folgen)
- 2007: Nachtschicht – Ich habe Angst
- 2008: Tatort: Auf der Sonnenseite
- 2008: Tatort: Borowski und die einsamen Herzen
- 2009: Tatort: Häuserkampf
- 2010: Tatort: Vergissmeinnicht
- 2011: Tatort: Leben gegen Leben
- 2011: Tatort: Der Weg ins Paradies
- 2012: Tatort: Die Ballade von Cenk und Valerie
- 2012: Polizeiruf 110: Fieber
- 2013: Bloch: Das Labyrinth
- 2014: Polizeiruf 110: Abwärts
- 2014: Unter anderen Umständen: Falsche Liebe
- 2015: Alarm für Cobra 11 – Die Autobahnpolizei (Folge Wo ist Semir?)
- 2015: Tatort: Verbrannt
- 2016: Tatort: Feierstunde
- seit 2016: Solo für Weiss
  - 2016: Das verschwundene Mädchen
  - 2016: Die Wahrheit hat viele Gesichter
  - 2018: Es ist nicht vorbei
  - 2018: Für immer Schweigen
  - 2020: Schlaflos
  - 2021: Das letzte Opfer
  - 2022: Todesengel
- 2016: Ein starkes Team: Nathalie
- 2016: Der letzte Cowboy (6 Folgen)
- 2018: Friesland: Der Blaue Jan
- 2018: Marie Brand und das Verhängnis der Liebe
- seit 2019: Babylon Berlin
- 2021: Ein starkes Team: Man lebt nur zweimal
- 2023: Nord Nord Mord – Sievers und die letzte Beichte
- 2023: Die drei !!!
- 2023: Tatort: Murot und das Paradies
- 2024: Achtsam Morden

## Hörspiele (Auswahl)
- 1999: Ken Follett: Die Säulen der Erde – Regie: Leonhard Koppelmann (Hörspiel (9 Teile) – WDR)
- 2008: Jonathan Lethem: Du liebst mich, Du liebst mich nicht – Regie: Beate Andres (Hörspiel – NDR)
- 2009: Die drei ??? Kids – SOS über den Wolken als Buddy – Buch und Regie: Ulf Blanck
- 2013: E. M. Cioran: Vom Nachteil, geboren zu sein – Regie: Kai Grehn (Hörspiel – SWR)
- 2014: Levander Berg: Teufels Spielplatz – Regie: Wolfgang Rindfleisch (Hörspiel – DLF)
- 2022: Edgar Linscheid und Stuart Kummer: GRЁUL – Die Legende erwacht (Hörspiel – WDR)
- 2024: Edgar Linscheid und Stuart Kummer: GRЁUL 2 – Die Legende lebt (Hörspiel – WDR)[3]

## Hörbücher (Auswahl)
- 2008: Fletcher Moon von Eoin Colfer, Hörbuch Hamburg, ISBN 978-3-86742-605-3
- 2009: Biss zum Ende der Nacht von Stephenie Meyer (gemeinsam mit Ulrike Grote), Hörbuch Hamburg, ISBN 978-3-89903-909-2
- 2010: Darum von Daniel Glattauer, Hörbuch Hamburg, ISBN 978-3-8449-0384-3
- 2010: Frau Ella von Florian Beckerhoff, Hörbuch Hamburg, ISBN 978-3-86909-067-2
- 2011: Am Gletscher von Halldór Laxness, Hörbuch Hamburg, ISBN 978-3-89903-152-2
- 2012: 110 – Ein Bulle hört zu von Cid Jonas Gutenrath, Hörbuch Hamburg, ISBN 978-3-86909-096-2
- 2013: Blutwurstblues von Stefan Scheich, Hörbuch Hamburg, ISBN 978-3-89903-584-1
- 2013: 110 – Ein Bulle bleibt dran von Cid Jonas Gutenrath, Hörbuch Hamburg, ISBN 978-3-86909-133-4
- 2014: Die Wunderübung von Daniel Glattauer, mit Andrea Sawatzki, Christian Berkel und Wolfram Koch, Hörbuch Hamburg, ISBN 978-3-89903-888-0
- 2021: Frau Ella von Florian Beckerhoff, Hörbuch Hamburg, ISBN 978-3-8449-2825-9
- 2022: Serge von Yasmina Reza, Hörbuch Hamburg, ISBN 978-3-95713-270-3
- 2022: Es geht noch ein Zug von der Gare du Nord von Fred Vargas, der Audio Verlag, ISBN 978-3-7424-2526-3 (Hörbuch-Download)

## Auszeichnungen
- 2003: Darstellerpreis der Berliner Akademie der Künste
- 2014: Preis der Deutschen Akademie für Fernsehen in der Kategorie Schauspieler Nebenrolle für Polizeiruf 110: Abwärts